# Схід – Захід (фестиваль)
«Схід — Захід» — щорічний міжнародний фестиваль українського театру, організований Фундацією масових видовищ та Центром молоді ім. Генрика Йордана, який з 2014 року проходить у Кракові. Директорка фестивалю — Надія Мороз-Ольшанська.

## Історія
Засновницями фестивалю були дві студентки, які приїхали на навчання до Кракова — Надія Мороз-Ольшанська та Марія Макаренко. Ще будучи в Україні, вони займалися театром та мали свій молодіжний студентський колектив. Приїхавши до Кракова, вирішили провести перегляд українських театрів. Ще тоді в них не було своєї організації, і вони звернулися до Центру Молоді ім. Генрика Йордана. Директор центру — пан Бартоломій Коцурек — підтримав ініціативу і так з'явився перший фестиваль. Учасниками першої едиції були чотири українські театри: три з Полтави та один із Харкова. Другий рік був масштабнішим: у фестивалі взяли участь тринадцять колективів. Щороку кількість учасників збільшувалась і збільшується. Молоді та великі престижні театри подають заявки на участь у ньому. Професійні та аматорські театри приїжджають до Польщі, аби представити українську культуру та сучасний театр.

## Про фестиваль
Щороку у фестивалі беруть участь професійні та аматорські колективи не тільки з України, а й з Польщі, Німеччини, Угорщини, Арменії, Фінляндії, Латвії, Грузії та Австрії. З 2014 року фестиваль проходить у місті Кракові (Польща). Вистави були представлені на сценах Театру Гротеска, Театру ім. Ю. Словацького, Театру Залежний, Театру Без Рядів, Театру Праска 52, Новохуцькому Центрі Культури, Центрі Молоді ім. Генрика Йордана, Театру Новий, Головний зал Академії Ігнатіанум в Кракові, Театру Відвернутий, Театру Багателя,у Галереї Фундації святого Володимира Христителя Київської Русі, Півниці Під Баранами, Староміському центрі молоді, Театру Бараках, Залі експериментальній Театральної Академії в Кракові, Центрі Молоді ім. Х. Йордана, Містечку Галіційському у Новому Сончі та інших.
Мета фестивалю
- показати, що мистецтво в Україні та поза її межами не стоїть на місці, розвивається, є європейським, має свою специфіку, унікальність та автентичність.
- показати, що Україна в мистецтві та культурі стоїть нарівні з Європою і європейцям є чого у нас повчитися.
- розширити освітню програму, проводячи майстер класи з театрами, відкриті лекції та творчі зустрічі з відомими акторами та режисерами.[5]

Цього року Фестиваль святкуватиме свою сьому річницю, у серпні 2020 року в м. Краків, будуть представлені вистави колективів з України, Німеччини, Угорщини, Вірменії та Польщі. "Фестиваль буде проходити під лейтмотивом «І корабель пливе». Це назва фільму Федеріко Фелліні.

## Хронологія

### I фестиваль (2014)
Перший фестиваль пройшов з 8 по 11 травня 2014 року, та був присвячений 200-річчю від дня народження Тараса Шевченка.
Учасники
- Зразковий театр масових видовищ «Полтавські Балаболки» (м. Полтава)
- Молодіжний аматорський театр-студія «І по всьому!» при Полтавському національному технічному університеті ім. Ю.Кондратюка (м. Полтава)
- Театр-студія «Вінора» у співпраці із Гете-інститутом в Україні (м. Харків)
- Молодіжний аматорський театр «Мельпомена» при Полтавській державній аграрній академії (м. Полтава)

### II фестиваль (2015)
Другий фестиваль пройшов з 21 по 26 квітня 2015 року під гаслом «Свобода — справедливість — свобода духу». Фестиваль відбувався під патронатом Міністерства культури та національної спадщини Польщі, Маршалка Малопольського воєводства, Воєводи Малопольського, Президента міста Краків, посольство України, Австрії та Литви в Польщі, Історичний музей міста Кракова, Національний музей міста Кракова, Музей Королівського замку Вавель, музей «Соляна шахта Величка», Фонд у Тинці, Ректор університету науки і техніки AGH у Кракові, ректор Папського університету Івана Павла II у Кракові, ректор Краківського Політехнічного Університету, ректор Академії Ігнатіанум в Кракові. Генеральним спонсором виступила Краківська мануфактура шоколаду [джерело?].
Учасники
- Вистава «Ex Nihil» — Харківська обласна публічна організація театр «Театр на Жуках» (м. Харків)
- Вистава «Антигона» — Театр «BilytsartCentre» (Національний університет «Києво-Могилянська академія» (м. Київ)
- Вистава «Стриптиз» та «Сузір'я» — Театр «Сонях» (м. Рівне)
- Аматоський театр «Марка» (м. Львів)
- Вистава «Дами і гусари» — Театральна студія «POLOT» при Спілці поляків в Україні ім. А. Міцкевича (м. Одеса)
- Вистава «Варшавська мелодія» — Студентський театр «На Лермонтовській 27» (м. Харків)
- Вистава «Оркестр» — Студентський театр «EKMATEDOS» при Харківській державній академії культури (м. Харків)
- Вистава «Доргоцінний дар» — Театр «GoDo» (м. Київ)
- Рок–опера «Міф» — Театр-студія «МІФ» (м. Київ)
- Вистава «Свинопас» — Зразковий театральний колектив «АССОЛЬКА» (стм. Глеваха)
- Експериментальна вистава для дорослих «Все життя попереду» — Харківський театр для дітей та юнацтва (м. Харків)
- Поетично-музичний перформанс «Світ за очі» — Театр «Навпаки» (м. Ґданськ, Польща)
- Вистава «Івасик-Телесик» — Театр української школи «Badiaka-Maniaka» (м. Варшава, Польща)
- Вистава «Назар Стодоля» — Український національний театр (м. Рига, Литва)

### III фестиваль (2016)
Третій фестиваль пройшов з 18 по 24 квітня 2016 року під гаслом «Відкриті на світ». Фестиваль відбувся під патронатом Міністерства культури та національного спадку Польщі, маршалка та воєводи Малопольського воєводства, президента міста Кракова, ректора Краківської Політехніки ім. Тадеуша Костюшка, ректора Академії Іґнаціанум в Кракові.
Учасники
- Вистава «Кицькин дім» — Дитяча театр-студія «Едельвейс» (м. Ізмаїл)
- Вистава «Жінка, яка йшла поруч…» (реж. Людмила Колосович) — Дніпропетровський міський телевізійний театр (м. Дніпропетровськ)[7]
- Вистава «Не плач за мною ніколи…» Херсонський обласний академічний музично-драматичний театр імені Миколи Куліша (м. Херсон)
- Музична вистава «Лети, моя думко, лети!» — Київський театр «МІФ» (м. Київ)
- Вистава «Варшавська мелодія» — Народний театр «На Лермонтовській, 27» (м. Харків)
- Вистава «Революція Гідності. Як то було…» — Театр «Темп» (м. Чернівці)
- Вистава «Валентинів день» — Театр-студія «SPLASH» (м. Київ)
- Вистава «Записки божевільного» та «Веселі пригоди Кицика і Мицика» — Народний Драматичний Театр (м. Чернівці)
- Вистава «Хазяїн» — Харківський театр для дітей та юнацтва (м. Харків)
- Вистава «Шинель» — Київський академічний театр юного глядача на Липках (м. Київ)
- Вистава «Життя — казка» — Театр «Сонях» (м. Рівне)
- Вистава «Пісок із урн» — Незалежна театральна лабораторія (м. Чернівці)[8]
- Вистава «Сенат шаленців» — Народний аматорський театр-студія «ГаРмИдЕр» Луцького районного будинку культури (м. Луцьк)
- Вистава «П’ємонський звір» — «Театр на Садовій» Сумське вище училище мистецтв ікультури ім. Д. Бортнянського (м. Суми)
- Вистава «Станція» — Народний театр-студія «Маски» (м. Дніпропетровськ)
- Вистава «Маруся Чурай» — Театр-студія «Райдо» (м. Київ)
- Вистава «Ромео і Джульєтта» — Харківська обласна публічна організація театр «Театр на Жуках» (м. Харків)
- Вистава «Я була в домі і чекала щоб прийшов дощ» — Експериментальний театр «Tilde» (м. Тбілісі, Грузія)
- Вистава «The big G» — Театр «The Wheels» (м. Берлін, Німеччина)

### 4 едиція, 2-9 квітня 2017 року[9][10]
Мотто фестивалю «Per aspera ad astra»

### 5 едиція, 22-30 квітня 2018 року[11]
Мотто фестивалю «Перетинаючи кордони»

### 6 едиція, 7-15 квітня 2019 року[12]
Мотто фестивалю «На початку був театр» 

### 7 едиція, 14-24 серпня 2020 року
Мотто фестивалю «І корабель пливе»

## Учасники
2017
- Театр «Авантюра» (Нововолинськ, Україна)  Вистава «На перші гулі» (комедія)
- Театр «POLOT» (Одеса, Україна)  Моновистава «Театр» (драма)
- Національний академічний театр ім. Лесі Українки (м. Київ, Україна)  Вистава «Ігри на задньому подвір’ї» (драма)
- Театр «На Лермонтовській 27» (Харків, Україна)  Вистава «Двоє на гойдалці»
- Театр ТЕМП (Чернівці, Україна)  Вистава «Між двох сил»
- Народний драматичний театр (Чернівці, Україна)  Вистава «Голодомор»
- Камерний театр «Дивний замок» (Київ, Україна)  Опера «Медіум» (драма)
- Театр «Амплуа» (Тетерівка, Житомирська область, Україна)  Вистава «Смішні гроші» (комедія)
- Театр TILDE (Тбілісі, Грузія)  Вистава «Le Libertin» (комедія)
- Перший український театр для дітей та юнацтва (Львів, Україна)  Вистава «Ромео і Джульєтта» (трагедія)
- Обласний академічний театр юного глядача (Запоріжжя, Україна)  Вистава «Вальс випадку» (драма)
- Театр «Жменя» (Рівне, Україна)  Моновистава «Три зозулі з поклоном»
- Театр на перехресті (Чернівці, Україна)  Вистава «Літаючий лікар» (комедія)
- Обласний академічний український музично-драматичний театр імені Т.Г.Шевченка (Чернігів, Україна)  Вистава «Комедія помилок» У.Шекспіра
- Академічний український музично-драматичний театр (Луганськ, Україна)  Вистава «Легені» (драма)
- Театр «Сцена Ельффів» (Варшава, Польща)  Вистава «Дюймовочка» (казка для дітей)
- Театр «Лялькові сходинки» (Рівне, Україна)  Вистава «Фізкультура для Баби Яги» і Вистава «Мийдодір»
- Театр на Садовій (Суми, Україна)  Вистава «Вийдіть у вікно» (комедія)

2018
- Академічний український музично-драматичний театр ім. Т.Г.Шевченка (Чернігів, Україна)  Вистава „Ніч перед Різдвом”
- Студентський театр «Жменя» (Рівне, Україна)  Вистава „Лиця, маски, морди… надалі думаю про Польщу”
- SENSEMBLE Theatre (Аусгсбург, Німеччина)  Вистава „Пральня Ілюзій”
- Театральна група „Грай” (Будапешт, Угорщина)  Вистава „Сеанс”
- Творчий проект режисера Себастьяна Милка (Краків, Польща)  Вистава „Чужий. Грецька трагедія”
- Чернівецький народний театр „ТЕМП” (Чернівці, Україна)  Вистава „Панночка”
- Творча ініціатива THEATRUM MUNDI (Чернігів, Україна)  Вистава „Чому люди не ...?” та „Секс, кохання і rock’n’roll”
- Академічний обласний музично-драматичний театр ім. М.В. Гоголя  (Полтава, Україна)  Мюзикл „Едіт Піаф”
- Львівський академічний театр ляльок (Львів, Україна)  Вистава „Золоторогий олень”
- Державний академічний український драматичний театр ім. Т.Г. Шевченка (Харків, Україна) Вистава „Замок”
- Державний театр ляльок ім. Ованеса Туманяна (Єреван, Вірменія)  Вистава „Ніс”
- Театр Сцена Ельффів (Варшава, Польща)  Вистава "Принцеса на горошині"
- Народний аматорський молодіжний театр „Дзеркало” (Хмельницький, Україна)  Вистава „Ніч проти Івана Купала”
- Закарпатський обласний угорський драматичний театр (Берегове, Україна)  Вистава „RH+”
- Національний академічний театр ім Лесі Українки (Київ, Україна)  Вистава „Антигона”
- Новий Театр (Івано-Франківськ, Україна)  Вистава „Собака”

2019 
- Академічний театр естрадних мініатюр "І люди,і ляльки" (Львів, Україна)  Вистава "Еклезіаст"
- Театрально-естрадна студія "Теларії" (Київ, Україна)  Вистава "Зграя"
- Український народний театр Фінляндії (Гельсінкі, Фінляндія)   Вистава "Зона"
- das dokumentarthrater berlin (Берлін, Німеччина)  Вистава "Зірка називається Чорнобиль" та "Папка/НСУ"
- Відкритий молодіжний театр «Кураж» (Суми, Україна)  Вистава  "Те, що не вмирає"
- Вокально-театральна студія "Голос Джельсомино" (Одеса, Україна)   Вистава "Щуролов"
- Творче Об’єднання «DIY-театр» (Харків, Україна)  Вистава "Заборонений плід"
- Вигодський народний аматорський театр (Вигода, Україна)  Вистава «Таїнство»
- Театральна студія ВІК (Київ, Україна)  Вистава " Хелемські мудреці"
- Сумський обласний академічний театр драми та музичної комедії ім. Щепкіна (Суми, Україна)  Вистава "Відключені"
- Інтернаціональний дитячий та молодіжний театр «АпАрт» (Варшава, Польща)  Вистава "Ми однієї крові — ти і я"
- Перформативний театр BEDLAM (Київ, Україна)  Вистава "Уроборос"
- Національний академічний театр ім Лесі Українки (Київ, Україна)  Вистава "Серце боксера "
- Вільний театр "ОКО" (Львів, Україна)  Вистава " Mon bebe, або маленькі хитрощі"
- Театр "Атмосфера" (Харків, Україна)  Вистава «Хармс»
- Державний театр ляльок ім. Ованеса Туманяна (Єреван, Вірменія)  Вистава "Вій"

## Журі фестивалю
2019
- Українська актриса театру та кіно Римма Зюбіна,
- Українсько-німецький драматург, лауреат тогорічного гран-прі фестивалю Павло Ар’є,
- Режисер і керівник Народного аматорського театру “Дзеркало”, головний режисер Хмельницького обласного українського музично-драматичного театру імені Михайла Старицького Дмитро Гусаков,
- Солістка Сілезької опери Світлана Калініченко
- Польський режисер Себастьян Милек.[16]

## Перемоги і нагороди
IV Міжнародний Фестиваль Українського Театру "Схід - Захід", 2-9 квітня 2017 року
Лауреатом IV Міжнародного фестивалю став режисер-постановник  Г.В. Фортус з виставою "Вальс випадку".
Заслужений артист України Максим Березнер отримав нагороду за кращу чоловічу роль.
V Міжнародний Фестиваль Українського Театру "Схід - Захід", 22-30 квітня 2018 року
Гран-прі отримав Чернігівський обласний академічний український музично-драматичний театр ім. Т.Г.Шевченка  за музичну комедію «Ніч перед Різдвом».
Кращу роль другого плану здобув актор Чернігівського обласного академічного українського музично-драматичного театру ім. Т.Г.Шевченка Сергій Пунтус за виконання ролі Чорта у музичній комедії "Ніч перед Різдвом".
Спеціальну індивідуальну нагороду від журі за кращу жіночу роль отримала заслужена артистка України, артистка Обласного театру ім. М.В. Гоголя Маргарита Томм (виконавиця ролі Едіт Піаф), а також вистава “Бог є любов, Едіт Піаф” визнана кращою у музичному жанрі.
VI Міжнародний Фестиваль Українського Театру "Схід - Захід", 7-15 квітня 2019 року 
Гран-прі отримав аматорський театр Das dokumentartheater berlin за виставу “Зірка називається Чорнобиль”.
Найкращу чоловічу роль отримав Ханін Віталій за роль Лукаша в виставі «Те що не вмирає».
Найбільше нагород отримав Український театр Фінляндії (Ukrainian Theater in Finland). Він показав виставу “Зона” за п’єсою Павла Ар’є “На початку і наприкінці часів”, в тому: нагорода за кращу головну жіночу роль отримала Наталя Шевчук, акторка Українського театру Фінляндії. Спеціальні дипломи отримали: Геннадій Наумов, Ігор Фрей та гурт "Калина", дівчата з якого виступали в ролі мавок. Медаллю "За служіння мистецтву" було нагороджено головного режисера театру Ігоря Фрея.
Нагороду в номінації Найкращий спектакль отримала вистава «Відключені» за п’єсою Моріса Панича та артист Сумського обласного академічного театру драми та музичної комедії ім. Щепкіна - Владислав Писарев за Кращу чоловічу головну роль .
Студія "Теларії" була на високому рівні і отримала «Спеціальний приз від журі» за виставу «Зграя» (за повістю К.Сергієнко “До свидания, Овраг”) реж. Аліна Чуєшова.
7 едиція, 14-24 серпня 2020 року
Мотто фестивалю «І корабель пливе»

## Спонсори та партнери
У 2019 році двом тернополянам вручили знаки народної пошани. Їх отримали: Руслан Кулик – тернопільський політик, директор ТОВ «Українська фабрика реклами» та Ольга Шахін – громадська діячка, голова БО «Благодійний фонд Ольги Шахін». Такі нагороди вручалися вперше за всю історію Фестивалю.